# Флаг муниципального округа Отрадное
Флаг внутригородского муниципального образования Отра́дное в Северо-Восточном административном округе города Москвы Российской Федерации.
Первоначально данный флаг был утверждён 25 ноября 2004 года как флаг муниципального образования Отрадное.
Законом города Москвы от 11 апреля 2012 года № 11, муниципальное образование Отрадное было преобразовано в муниципальный округ Отрадное.
Решением Совета депутатов муниципального округа Отрадное от 27 октября 2020 года флаг муниципального образования Отрадное был утверждён флагом муниципального округа Отрадное.

## Описание
Описание флага, утверждённое решением от 25 ноября 2004 года:
«Флаг муниципального образования Отрадное представляет собой двустороннее, прямоугольное полотнище с соотношением сторон 2:3. В центре голубого полотнища помещено изображение жёлтой с белым райской птицы. Габаритные размеры изображения составляют 5/12 длины и 3/4 ширины полотнища».
Описание флага, утверждённое решением от 27 октября 2020 года:
«В лазоревом поле — золотая летящая косвенно вправо с воздетыми крыльями райская птица, имеющая серебряные хохолок, глаза и маховые перья на крыльях, на груди три ряда через один таковые же перья, а крайние перья хвоста — лировидные».

## Обоснование символики
Райская птица (жар–птица в русских сказках), по легенде, приносящая людям отраду, символизирует заботу о воспитании детей, стремление к счастью, процветанию и благополучию жителей муниципального округа Отрадное, тем самым отражая его название. В то же время, райская птица, напоминающая изделие народного творчества, символизирует побратимство муниципального округа Отрадное со старинным русским городом Каргополем, славным своими мастерами, изготовляющими знаменитые каргопольские игрушки.
Примененные во флаге цвета символизируют:
синий цвет (лазурь) — символ чести, красоты, благородства, духовности и чистого неба;
жёлтый цвет (золото) — символ высшей ценности, солнечной энергии, богатства, силы, устойчивости и процветания;
белый цвет (серебро) — символ чистоты, невинности, верности, надежности и доброты.